# 長屋吉忠
長屋 吉忠（ながや よしただ）は、戦国時代の武将。毛利氏家臣。兄は同じく毛利氏家臣の長屋吉親。

## 生涯
毛利氏の庶家である長屋氏の当主・長屋宗親の次男として生まれ、本家の領地を分与されて別家を立てた。
天文5年（1536年）、安芸国高田郡長屋のうち正光名1町8段、山県郡北方のうち行近名2町5段、賀茂郡高屋のうち今居尻名1町を嫡子の米千代丸（後の長屋元安）に譲ったが、元安は実子の無いまま早世したため、兄・吉親の子である長屋元忠の次男・就安を元安の養子として、家督を相続させた。
永禄8年（1565年）に86歳で死去。

## 系譜
- 父：長屋宗親
- 母：不詳
- 妻：不詳
  - 嫡男：長屋元安